# Le Poët (Hautes-Alpes)
Le Poët is een gemeente in het Franse departement Hautes-Alpes (regio Provence-Alpes-Côte d'Azur) en telt 763 inwoners (2004). De plaats maakt deel uit van het arrondissement Gap.

## Geografie
De oppervlakte van Le Poët bedraagt 15,4 km², de bevolkingsdichtheid is 49,5 inwoners per km².
De onderstaande kaart toont de ligging van Le Poët (Hautes-Alpes) met de belangrijkste infrastructuur en aangrenzende gemeenten.

## Demografie
Onderstaande figuur toont het verloop van het inwonertal (bron: INSEE-tellingen).
Vanwege een beveiligingsprobleem met de MediaWiki Graph-software is het momenteel niet mogelijk deze grafiek weer te geven. Zodra de software is bijgewerkt zal de grafiek vanzelf weer zichtbaar worden.